# L’Isle-en-Dodon
L’Isle-en-Dodon település Franciaországban, Haute-Garonne megyében. Lakosainak száma 1622 fő (2022. január 1.). L’Isle-en-Dodon Boissède, Agassac, Anan, Coueilles, Martisserre, Mirambeau, Molas, Puymaurin, Saint-Frajou és Tournan községekkel határos.

## Népesség
A település népességének változása:
| Lakosok száma | 2046 | 2039 | 2037 | 2035 | 1861 | 1677 | 1631 | 1634 | 1636 | 1622 |
|               | 1968 | 1982 | 1990 | 2006 | 2013 | 2015 | 2017 | 2019 | 2020 | 2022 |